# Боротьба на літніх Олімпійських іграх 2000
Змагання з боротьби на літніх Олімпійських іграх 2000 року проходили у місті Сідней, Австралія протягом 24 вересня — 1 жовтня 2000 року. Змагання проводилися лише серед чоловіків, у двох стильових категоріях: вільна боротьба і греко-римська боротьба. Борці обох стилів були розбиті на 8 вагових категорій.
По завершенні змагань мав місце резонансний інцидент: німецький борець Александер Ляйпольд, який виграв золоту медаль з вільної боротьби у ваговій категорії до 76 кг, провалив допінг-тест, і був позбавлений титулу й трофею. Унаслідок цього було здійснено перерозподіл медалей між призерами змагань у цій ваговій категорії.
Українські борці вибороли дві срібні медалі: Євген Буслович посів друге місце на змаганнях з вільної боротьби у ваговій категорії до 58 кг, і Давид Салдадзе посів друге місце на змаганнях з греко-римської боротьби у ваговій категорії до 97 кг.
На цих іграх, вперше за 13 років, програв спортивний поєдинок Олександр Карелін — радянський і російський рекордсмен, триразовий олімпійський чемпіон. На цій Олімпіаді він посів друге місце.
На цих іграх вперше виступив Артур Таймазов — російський і узбецький рекордсмен, майбутній триразовий олімпійський чемпіон. На цій Олімпіаді він посів друге місце.

## Медалісти

### Вільна боротьба
| Категорія | Золото                        | Срібло                       | Бронза                                 |
| --------- | ----------------------------- | ---------------------------- | -------------------------------------- |
| До 54 кг  | Намік Абдуллаєв · Азербайджан | Семюел Генсон · США          | Аміран Карданов · Греція               |
| До 58 кг  | Аліреза Дабір · Іран          | Євген Буслович · Україна     | Террі Брендс · США                     |
| До 63 кг  | Мурад Умаханов · Росія        | Серафим Барзаков · Болгарія  | Чан Дже Сон · Південна Корея           |
| До 69 кг  | Даніель Ігалі · Канада        | Арсен Гітінов · Росія        | Лінкольн МакІлреві · США               |
| До 76 кг  | Брендон Слей · США            | Мун Ий Дже · Південна Корея  | Адем Берекет · Туреччина               |
| До 85 кг  | Адам Сайтієв · Росія          | Йоель Ромеро · Куба          | Магомед Ібрагімов · Північна Македонія |
| До 97 кг  | Сагід Муртазалієв · Росія     | Іслам Байрамуков · Казахстан | Ельдар Куртанідзе · Грузія             |
| До 130 кг | Давид Мусульбес · Росія       | Артур Таймазов · Узбекистан  | Алексіс Родрігес · Куба                |

### Греко-римська боротьба
| Категорія | Золото                       | Срібло                      | Бронза                           |
| --------- | ---------------------------- | --------------------------- | -------------------------------- |
| До 54 кг  | Сім Гвон Хо · Південна Корея | Ласаро Рівас · Куба         | Кан Йон Гьон · КНДР              |
| До 58 кг  | Армен Назарян · Болгарія     | Кім Ін Соп · Південна Корея | Шен Цзетянь · Китай              |
| До 63 кг  | Вартерес Самургашев · Росія  | Хуан Марен · Куба           | Акакій Чачуа · Грузія            |
| До 69 кг  | Філіберто Аскуй · Куба       | Кацухіко Нагата · Японія    | Олексій Глушков · Росія          |
| До 76 кг  | Мурат Карданов · Росія       | Метт Ліндленд · США         | Марко Ілі-Ханнуксела · Фінляндія |
| До 85 кг  | Гамза Єрлікая · Туреччина    | Шандор Бардоші · Угорщина   | Мухран Вахтангадзе · Грузія      |
| До 97 кг  | Мікаель Юнгберг · Швеція     | Давид Солдадзе · Україна    | Гарретт Лоуні · США              |
| До 130 кг | Рулон Гарднер · США          | Олександр Карелін · Росія   | Дмитро Дебелка · Білорусь        |

## Загальний медальний залік
| Місце | Країна         | Золото | Срібло | Бронза | Загалом |
| ----- | -------------- | ------ | ------ | ------ | ------- |
| 1     | Росія          | 6      | 2      | 1      | 9       |
| 2     | США            | 2      | 2      | 3      | 7       |
| 3     | Куба           | 1      | 3      | 1      | 5       |
| 4     | Південна Корея | 1      | 2      | 1      | 4       |
| 5     | Болгарія       | 1      | 1      | 0      | 2       |
| 6     | Туреччина      | 1      | 0      | 1      | 2       |
| 7     | Азербайджан    | 1      | 0      | 0      | 1       |
| 7     | Канада         | 1      | 0      | 0      | 1       |
| 7     | Іран           | 1      | 0      | 0      | 1       |
| 7     | Швеція         | 1      | 0      | 0      | 1       |
| 11    | Україна        | 0      | 2      | 0      | 2       |
| 12    | Угорщина       | 0      | 1      | 0      | 1       |
| 12    | Японія         | 0      | 1      | 0      | 1       |
| 12    | Казахстан      | 0      | 1      | 0      | 1       |
| 12    | Узбекистан     | 0      | 1      | 0      | 1       |
| 16    | Грузія         | 0      | 0      | 3      | 3       |
| 17    | Білорусь       | 0      | 0      | 1      | 1       |
| 17    | Китай          | 0      | 0      | 1      | 1       |
| 17    | Фінляндія      | 0      | 0      | 1      | 1       |
| 17    | Греція         | 0      | 0      | 1      | 1       |
| 17    | Македонія      | 0      | 0      | 1      | 1       |
| 17    | КНДР           | 0      | 0      | 1      | 1       |

## Учасники
- Австралія  (11)
- Азербайджан  (9)
- Алжир  (2)
- Білорусь  (14)
- Болгарія  (8)
- Венесуела  (2)
- Вірменія  (8)
- Гвінея-Бісау  (1)
- Греція  (7)
- Грузія  (13)
- Естонія  (3)
- Єгипет  (2)
- Ізраїль  (3)
- Індія  (1)
- Іран  (11)
- Італія  (2)
- Казахстан  (11)
- Канада  (4)
- Киргизстан  (6)
- Китай  (5)
- Колумбія  (1)
- Кот-д'Івуар  (1)
- Куба  (13)
- Латвія  (1)
- Литва  (2)
- Північна Македонія  (2)
- Молдова  (4)
- Монголія  (4)
- Нігерія  (2)
- Нідерланди  (1)
- Німеччина  (10)
- Нова Зеландія  (3)
- Норвегія  (1)
- ПАР  (1)
- Південна Корея  (10)
- Північна Корея  (4)
- Польща  (9)
- Росія  (16)
- Румунія  (5)
- Самоа  (1)
- Сенегал  (1)
- Словаччина  (4)
- США  (16)
- Туніс  (4)
- Туреччина  (12)
- Туркменістан  (1)
- Угорщина  (8)
- Узбекистан  (11)
- Україна  (16)
- Фінляндія  (4)
- Франція  (3)
- Чехія  (3)
- Швейцарія  (4)
- Швеція  (5)
- Японія  (8)